# Centroscyllium excelsum
Centroscyllium excelsum är en hajart som beskrevs av Shirai och Nakaya 1990. Centroscyllium excelsum ingår i släktet Centroscyllium och familjen lanternhajar. IUCN kategoriserar arten globalt som otillräckligt studerad. Inga underarter finns listade i Catalogue of Life.